# 1,3-dithiaan
1,3-dithiaan is een organische verbinding met als brutoformule C4H8S2. In zuivere toestand is het een witte tot lichtgele kristallijne vaste stof die onoplosbaar is in water. Structureel gezien is het afgeleid van cyclohexaan, en kan het beschouwd worden als een cyclisch dithio-acetaal van formaldehyde. Eveneens kan het beschouwd worden als het zwavelanaloog van 1,3-dioxaan.

## Synthese
1,3-dithiaan kan bereid worden door de transacetalisering van dimethoxymethaan met propaan-1,3-dithiol:

## Toepassingen
1,3-dithiaan wordt gebruikt in de organische synthese als een synthon voor het hypothetische carbanion van formaldehyde. De methyleengroep tussen de twee zwavelatomen is dermate zuur dat met een relatief milde organische base, zoals LiHMDS, een proton kan onttrokken worden. Het gevormde anion, dat goed gestabiliseerd is door backbonding in de d-orbitalen van beide zwavelatomen, is een goed nucleofiel en kan nucleofiele addities en substituties verrichten. Een klassieke reactie waarin 1,3-dithianen gebruikt worden voor de umpolung van een carbonylgroep is de Corey-Seebach-reactie.